# Taylor Ellis-Watson
Taylor Ellis-Watson (Filadelfia, 6 maggio 1993) è una velocista statunitense.

## Palmarès
| Anno | Manifestazione  | Sede           | Evento  | Risultato | Prestazione | Note  |
| ---- | --------------- | -------------- | ------- | --------- | ----------- | ----- |
| 2016 | Giochi olimpici | Rio de Janeiro | 4×400 m | Oro       | 3'19"06     | [ 1 ] |